# Kedrostis rostrata
Kedrostis rostrata là một loài thực vật có hoa trong họ Cucurbitaceae. Loài này được (Rottler) Cogn. mô tả khoa học đầu tiên năm 1881.